# Sürgősségi fogamzásgátlás
A sürgősségi fogamzásgátlás vagy esemény utáni fogamzásgátlás olyan fogamzásgátló módszereket takar, melyek célja a fogamzás, illetőleg a terhesség közösülés utáni megakadályozása. Alkalmazására olyan közösülést követően lehet szükség, amelynek során semmilyen fogamzásgátló módszert sem használtak, vagy az alkalmazott fogamzásgátló módszer nem volt biztonságosnak tekinthető.
A sürgősségi módszerek lényege, hogy befolyásolják vagy megakadályozzák a tüszőrepedést, és megakadályozzák a pete beágyazódását. Különféle lehetőségek léteznek, többek között a magas dózisú ösztrogén- vagy progeszterontartalmú tabletta, kombinált, nagy dózisú fogamzásgátló tabletta (Yuzpe-módszer), levonorgestrel, mifepriszton vagy uliprisztál-acetát tartalmú tabletták, illetve méhen belüli fogamzásgátló eszközök. A levonorgestrel hatóanyagot tartalmazó tabletták 70%-kal csökkentik a nem kívánt terhesség bekövetkezésének esélyét (az esetek 2,2%-ában sikertelenek), amennyiben a tablettát az aktust követő három napon belül veszik be. Az uliprisztál-acetát tartalmú tabletták az aktus utáni öt napon belül kb. 85%-kal csökkentik a terhesség bekövetkezésének esélyét (a teherbe esés esélye 1,4%), és kismértékben hatásosabbak, mint a levonorgestrel. A mifepriszton szintén hatásosabb, mint a levonorgestrel, azonban a méhen belüli rézbevonatú (vagy hormontartalmú) fogamzásgátló eszközök a leghatásosabbak. A méhen belüli fogamzásgátló eszközöket a védekezés nélküli aktus után öt napon belül felhelyezve az esetek 99%-ában megakadályozzák a nem kívánt terhességet (a teherbe esés aránya 0,1–0,2%). Ez a ma ismert leghatásosabb fogamzásgátlási módszer.
A felmérések szerint nem befolyásolja a szexuális úton terjedő betegségek terjedését, az óvszerhasználatot, a nem kívánt terhességek bekövetkezésének arányát vagy szexuális kockázatkereső magatartásformákat az, ha a nőket az aktus előtt ellátják sürgősségi fogamzásgátló tablettával. A sürgősségi fogamzásgátlási módszereknek nincsenek jelentős mellékhatásaik.